# 皇冠閃光
皇冠閃光（Crown flash）是一種罕見的大氣現象，由大氣電場波動對冰晶排列的影響所引起。皇冠閃光被描述為「雷雨雲冠層變亮，隨後出現類似極光的流光，散發到晴朗的大氣中」。目前關於皇冠閃光發生原因的推論是陽光被積雨雲冠層上方的微小冰晶反射或折射。這些冰晶受雲層周圍強電場的影響而排列整齊，因此皇冠閃光可能看起來像一條高大的（有時是彎曲的）流光、光柱，或類似於探照燈/手電筒光束的巨大閃光。
當雲層內部的電荷或放電（通常是閃電）擾動電場時，冰晶會重新定向，導致光斑以一種特有的方式移動，有時速度非常快，看起來像以一種驚人的機械方式「跳舞」。皇冠閃光有時也被稱為「跳躍幻日」。
皇冠閃光首次科學描述出現在1885年的《每月天氣評論》雜誌上。1971年的《自然》期刊也曾提及皇冠閃光，但人們認為皇冠閃光並不常見，也沒有充分的記錄。